# Daniel Mulhall

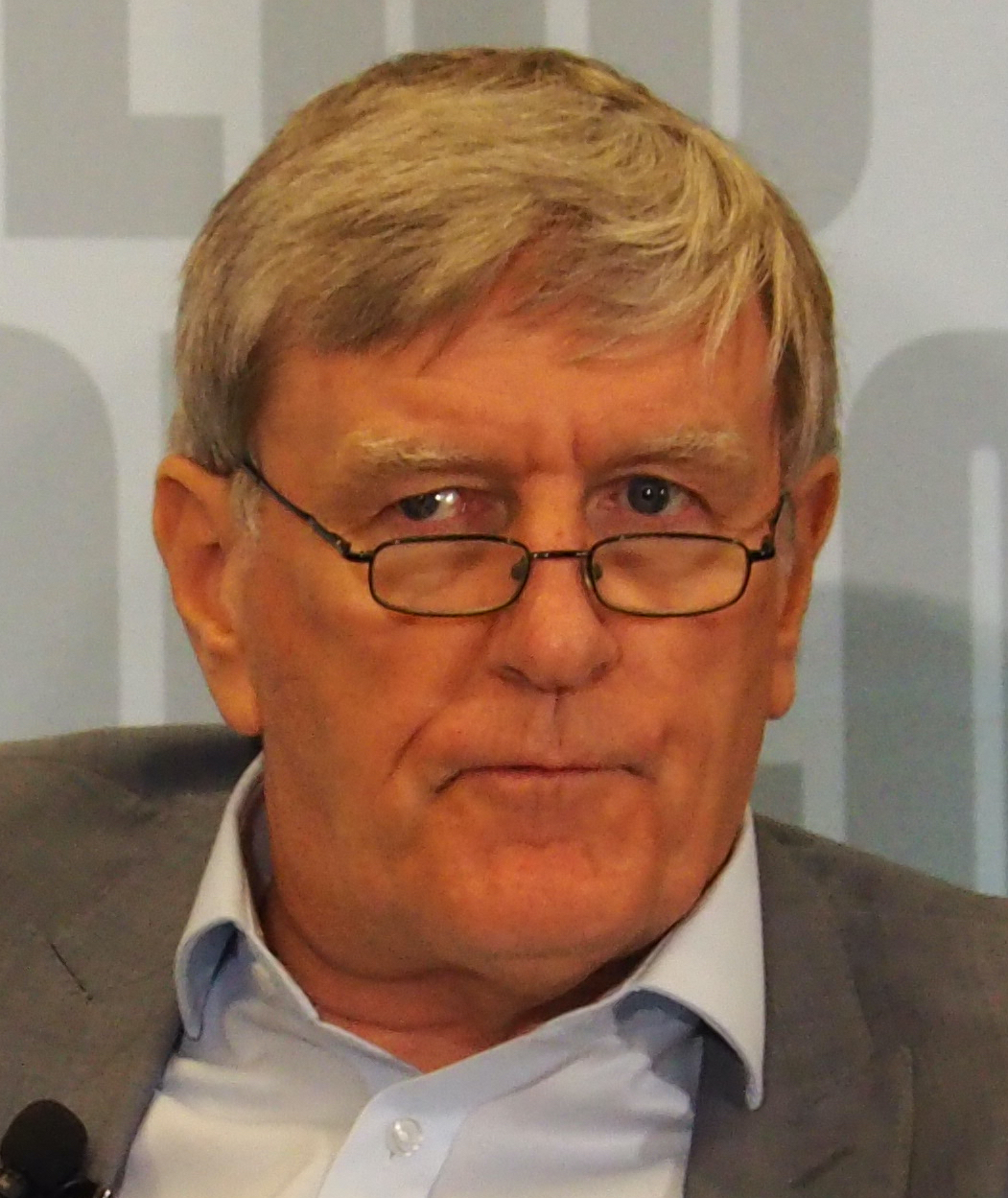
Daniel Mulhall, 2019

Daniel Mulhall, auch Dan (* April 1955 in Waterford) ist ein irischer Diplomat.

## Leben
Daniel Mulhall studierte am University College Cork (UCC) sowie an der Murdoch University in Western Australia Literatur und Geschichte und promovierte. Er trat 1978 in den Diplomatischen Dienst ein. In Irland war in verschiedenen Funktionen tätig und wurde ab 1994 Mitarbeiter im Forum for Peace and Reconciliation, das den Nordirland-Konflikt befrieden sollte.  Seine Auslandseinsätze führten ihn nach New Delhi, Wien, zur EU nach Brüssel und als Generalkonsul nach Edinburgh. Von 2001 bis 2005 war er irischer Botschafter für die südostasiatischen Staaten Malaysia, Thailand, Laos und Vietnam mit Sitz in Kuala Lumpur.
Ab 2005 war wieder in Dublin und fungierte dort als EU-Generaldirektor. Er war von 2009 bis 2013 Botschafter in der Bundesrepublik Deutschland. Seit 2013 ist er Botschafter der Republik Irland in London.
Mulhall ist ein Spezialist für die James-Joyce-Forschung.